# Hookeriopsis undata
Hookeriopsis undata là một loài Rêu trong họ Hookeriaceae. Loài này được (Hedw.) A. Jaeger mô tả khoa học đầu tiên năm 1877.